# Дзеркало моря
«Дзеркало моря. Спогади та враження» (англ. The Mirror of the Sea. Memories and Impressions) — збірка 15 автобіографічних есеїв британського письменника Джозефа Конрада. Книжна вийшла 1906 року і містила спогади письменника, раніше опубліковані у різних часописах. Український переклад вийшов 2021 року у видавництві «Темпора».

## Історія створення
Ідея написання «чогось автобіографічного про кораблі, капітанів та одну чи дві пригоди» з'явилася у Конрада на межі 1901—1902 років. 1903 року письменник писав про запланований твір до свого видавця Джеймса Б. Пінкера, перелічуючи назви запланованих начерків, але насправді почав писати «нариси про море» лише у 1904 році, одночасно працюючи над романом «Ностромо». Продовжуючи писати протягом всього наступного року, 6 березня 1906 року письменник закінчив роботу над книжковим виданням. Спочатку Конрад не був найкращої думки про літературний рівень своїх спогадів, трактуючи їх як спосіб легкого заробітку. Зокрема, у листі до Герберта Веллса письменник писав: «Почав серію нарисів про море (…) Дізнався, що таку маячню можу диктувати без особливих зусиль у темпі 3000 слів за чотири години. Насправді! Залишається лише продати їх якомусь журналу, а тоді видати це сміття у формі книжки».
Нариси повстали у співпраці з приятелем Конрада, Фордом Мадоксом Фордом, який так згадував про процес написання книжки: «Левова частка „Дзеркала моря“ — це просто розмова, яку я записував системою стенографії, по ходу нагадуючи Конрадові (…) різні фрагменти його власних оповідей». Конрад поділився з Фордом гонорарами за публікацію перших нарисів, що вийшли друком у різних часописах. Попри минулим твердженням, у передмові до видання 1919 року Конрад високо оцінив свій твір: «Бо ця книжка — це сповідь, що сягає дуже глибоко (…) Тут я спробував (…) розкрити, які були мої стосунки з морем (…)».
Книжка присвячена «Пані Кетрін Сандерсон, теплі вітання якої та ласкава гостинність до друга її сина роз'яснили перші темні дні мого розставання з морем».

## Сприйняття
Книжка отримала позитивні відгуки від критиків. Хвалили її також такі письменники: Герберт Веллс, Едвард Лукас, Редьярд Кіплінг та Генрі Джеймс. Джон Ґелсворті писав, що це «одна з найкращих сучасних книжок, а розділ „Ініціація“ — найкращий твір на морську тематику нашої доби».

## Зміст
- Підхід і відхід
- Символи надії
- Красне мистецтво
- Павутиння і бабине літо
- Вага тягаря
- Спізнені та зниклі
- Влада землі
- Характер ворога
- Правителі Сходу і Заходу
- Вірна ріка
- У неволі
- Ініціація
- Колиска ремесла
- «Тремоліно»
- Героїчна епоха

## Український переклад
- Джозеф Конрад. Дзеркало моря. — К. : Темпора, 2021. — 426 с. — ISBN 978-617-569-506-7. Переклад Андрія Бондаря.